# نیوسوئد (تگزاس)
نیوسوئد (به انگلیسی: New Sweden) یک منطقهٔ مسکونی در ایالات متحده آمریکا است که در شهرستان تراویس، تگزاس واقع شده‌است.